# Cratere Melville
Melville  è un cratere sulla superficie di Mercurio.